# Tadeusz Kielanowski

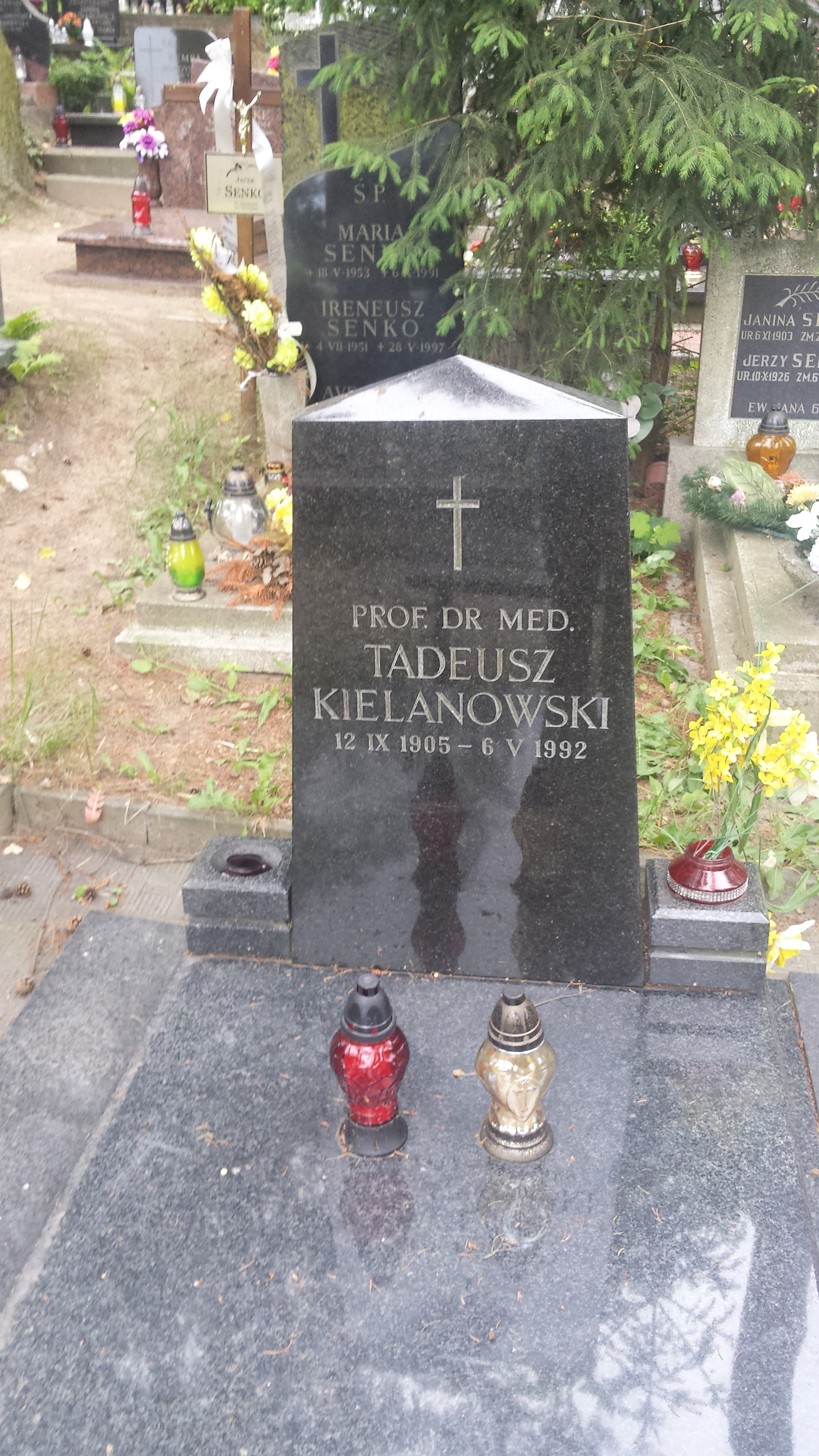
Grób profesora Tadeusza Kielanowskiego na Cmentarzu Srebrzysko w Gdańsku

Tadeusz Michał Kielanowski (ur. 12 września 1905 we Lwowie, zm. 6 maja 1992 w Gdyni) – polski lekarz, specjalista w zakresie ftyzjatrii, profesor nauk medycznych, inicjator telefonu zaufania, rektor Uniwersytetu Marii Curie-Skłodowskiej w Lublinie, pierwszy rektor Akademii Medycznej w Białymstoku (1950-1955). Profesor Akademii Medycznej w Gdańsku, etyk i filozof medycyny.

## Szkoła i studia
Naukę rozpoczął w szkole Braci Szkolnych we Lwowie. Podczas I wojny światowej wyjechał do Grazu w Austrii, gdzie uczył się w gimnazjum. Po wojnie kontynuował naukę w gimnazjum przy Łyczakowskiej.   
W 1921 został wysłany z grupą 18 prymusów z całej Polski do Nancy we Francji, na stypendium rządu francuskiego. W bardzo surowej dyscyplinie, w Lycée Henri Poincore, spędził dwa lata i w 1923 zdał maturę w języku francuskim.   
Po maturze chciał studiować medycynę, ale za namową rodziny i znajomych wrócił do Paryża, rozpoczynając studia na Wydziale Prawa i równocześnie w Szkole Nauk Politycznych. Przez dwie kadencje pełnił tam z wyboru funkcję sekretarza Stowarzyszenia Studentów Polskich w Paryżu. 
Zdecydował się jednak porzucić karierę prawniczą i dyplomatyczną i podjąć studia medyczne na Wydziale Lekarskim Uniwersytetu Jana Kazimierza we Lwowie. Na III roku wybrano go na prezesa Towarzystwa Wzajemnej Pomocy Medyków „Bratniak”. Brał udział w zebraniach Senackiej Komisji Zdrowia Młodzieży Akademickiej jako przedstawiciel studentów.  

## Wczesne lata pracy zawodowej
Studia ukończył w 1931 z dyplomem doktora wszech nauk lekarskich. Następnie odbył bezpłatny staż na oddziale chorób wewnętrznych kierowanym przez prof. Witolda Ziembickiego, z przydziałem na salę gruźliczą, po czym został asystentem w Zakładzie Anatomii Patologicznej UJK pod kierownictwem prof. Witolda Nowickiego. Wykonał tam i ogłosił kilkanaście prac, dotyczących gruźlicy.   
Lata 1935-1936 spędził na rocznym stypendium Funduszu Kultury Narodowej w Niemczech, we Francji na Oddziale Gruźliczym Instytutu Pasteura i krótko w Anglii. W 1937 rozpoczął specjalizację z ftyzjatrii klinicznej na lwowskim Oddziale Gruźliczym II Kliniki Chorób Wewnętrznych u prof. Romana Renckiego.    
Kierował też domem akademickim dla chorych na gruźlicę, zwanym Domem Posanatoryjnym we Lwowie. W maju 1939 wygłosił w Zurychu wykład na temat lwowskiego pół-sanatorium akademickiego, pierwszej instytucji tego rodzaju na świecie.    

## Okres wojny i powojenny
Gdy Armia Czerwona 22 września 1939 zajęła Lwów, pozostał asystentem oddziału gruźliczego Kliniki Chorób Wewnętrznych Państwowego Instytutu Medycznego we Lwowie (wydzielonego z przedwojennych struktur Uniwersytetu Jana Kazimierza). W czasie okupacji niemieckiej Lwowa (1941–1944) również nadal pracował w szpitalu. 
Należał do Związku Walki Zbrojnej a następnie do AK (pseudonimy: „Kołek”, Profesor”). Prowadził tajne szkolenie pielęgniarek, w swoim gabinecie lekarskim urządził punkt przerzutowy środków opatrunkowych dla partyzantów.
Przez okres okupacji wiele czasu zajmowała mu muzyka, w tym gra na skrzypcach, którą kontynuował od lat dziecinnych. W mieszkaniu Heleny Bruchnalskiej (przy ul. Zyblikiewicza 5) urządzał tajne środowe koncerty muzyki poważnej.
Występowali tam znani później artyści: Felicja Andruchowicz-Międlar – skrzypaczka, Henryk Statkiewicz – skrzypek wirtuoz, po wojnie profesor konserwatorium w Bydgoszczy, Stanisław Skrowaczewski – wówczas młody pianista i kompozytor, później światowej sławy dyrygent, śpiewacy – Andrzej Hiolski i Władysław Malczewski, śpiewaczki – H. Green-Skazowa i Teresa Manasterska, pianista – Jerzy Broszkiewicz, który po wojnie został pisarzem.
We wrześniu 1944 zmobilizowany do Ludowego Wojska Polskiego, znalazł się w Lublinie, gdzie pełnił funkcję szefa sanitarnego, wykładowcy Centralnej Szkoły Oficerów Polityczno-Wychowawczych, inspektora 8 Frontowego Punktu Sanitarnego, a po skończeniu wojny został lekarzem Okręgowego Szpitala Wojskowego.  

## Organizacja UMCS w Lublinie
Zdemobilizowany 7 listopada 1945 oddał się pracy przy organizacji i uruchomieniu wydziału lekarskiego nowego lubelskiego uniwersytetu – Uniwersytetu Marii Curie-Skłodowskiej (UMCS).   
W roku akademickim 1945/1946 został kierownikiem Katedry Anatomii Patologicznej i Patologii UMCS. W styczniu 1945 habilitował się na podstawie pracy Heteroalergia krwotoczna czyli zjawisko Schwartzmana. Uzyskał stopień docenta a w lipcu tytuł profesora nadzwyczajnego.  
Pełnił też funkcję prodziekana a w latach 1946-1948 – dziekana Wydziału Lekarskiego, zaś od 1948 do marca 1950 – rektora UMCS. 

## Budowa Akademii Medycznej w Białymstoku
W 1950 został powołany przez ministra zdrowia dr. Jerzego Sztachelskiego na stanowisko rektora mającej powstać Akademii Medycznej w Białymstoku (AMB) i pełnił tę funkcję do 1955. Budował uczelnię od podstaw, tworzył infrastrukturę, sukcesywnie uruchamiał kolejne roczniki studiów, sprowadzał najwybitniejszych naukowców. Już w pierwszym roku istnienia uczelni zostały powołane: Zakład Anatomii Prawidłowej Człowieka, Chemii Ogólnej, Fizjologii, Histologii, Embriologii a w latach następnych kilkanaście następnych. 
Zorganizował Klinikę Ftyzjologii, której został kierownikiem. Utworzył też na Białostocczyźnie sieć poradni przeciwgruźliczych. W 1954 doprowadził do pełnego toku studiów medycznych. 
Wciąż była remontowana główna siedziba uczelni – Pałac Branickich, całkowicie ukończono korpus główny. Na terenie ogrodu pałacowego otwarto Ogród Botaniczny i Roślin Leczniczych.
W 1954/1954 ukończono gmach Zakładów Teoretycznych, zapadła decyzja o budowie Szpitala Klinicznego. Powstały niezbędne działy administracji. 
Po podpisaniu pierwszych dyplomów lekarskich AMB, po wypełnieniu swojej wielkiej misji, w grudniu 1955 opuścił Białystok. 

## Praca w Akademii Medycznej w Gdańsku
W marcu 1956 został kierownikiem Katedry Ftyzjatrii Akademii Medycznej w Gdańsku i był nim do emerytury w 1975. Tytuł profesora zwyczajnego otrzymał w 1957.
W 1959 opracował kodeks etyki lekarskiej („Kodeks deontologiczny polskiej służby zdrowia”), który stał się podstawą uchwalenia pierwszego kodeksu po wojnie w 1967.
W 1965 odwiedził w Londynie założyciela pierwszego na świecie telefonu zaufania, rektora anglikańskiej parafii w City – Edwarda Chad Varah. Założył taki telefon również w Gdańsku. Zorganizował pięć Krajowych Konferencji Lekarzy i Humanistów (1976, 1978, 1980, 1983, 1987).
Był przewodniczącym Rady Naukowej Instytutu Gruźlicy w Warszawie. Należał do Komitetu Nauk Klinicznych Polskiej Akademii Nauk.

## Publikacje
Był autorem kilkuset publikacji z różnych dziedzin nauki, zwłaszcza z zakresu patologii ogólnej, kliniki gruźlicy płuc, etyki, filozofii medycyny, historii nauk medycznych i leczenia terminalnego (tanatologii).
- Gruźlica jest uleczalna. Popularny wykład dla chorych o leczeniu i zapobieganiu gruźlicy płuc (Lekarski Instytut Naukowo Wydawniczy, 1946; Państwowy Zakład Wydawnictw Lekarskich - PZWL, 1950)[12];
- Propedeutyka Medycyny. Wstęp do studiów lekarskich (PZWL, 1961, 1973)[12];
- Odpowiedzialność uczonych. Dylemat współczesnej nauki (Wiedza Powszechna: popularno-naukowa seria „Omega” t. 176, 1970)[13];
- Co pan radzi panie doktorze (PZWL, 1983)[14];
- Rozmyślania o przemijaniu (Wiedza Powszechna: „Omega” t. 240, 1973, 1984)[15];
- Etyka i deontologia lekarska, red. (PZWL, 1985)[12];
- Prawie cały wiek dwudziesty. Wspomnienia lekarza (Krajowa Agencja Wydawnicza, 1987)[16];
- Bez polityki. Szkice wspomnień (Pro-vision Publishing, 2012)[17].

## Towarzystwa naukowe
- Stowarzyszenie Studentów Polskich w Paryżu – sekretarz (1921-1922);
- Académie Nationale de Médecine – wybrany na członka jako pierwszy Polak od czasów Marii Skłodowskiej-Curie[3];
- Polskie Towarzystwo Ftyzjatryczne – inicjator utworzenia Oddziału Białostockiego;
- Polskie Towarzystwo Lekarskie – inicjator utworzenia Oddziału Białostockiego[3];
- Royal Society of Medicine w Londynie;
- American Thoracic Society;
- Światowa Akademia Sztuki i Nauki;
- Stowarzyszenie Lekarzy Polskich w Chicago – członek honorowy;
- Polskie Towarzystwo Ftyzjopneumonologiczne;
- Polskie Towarzystwo Historii Medycyny i Farmacji (1957);
- Polskie Towarzystwo Szpitalnictwa.

## Odznaczenia i nagrody
- Krzyż Komandorski Orderu Odrodzenia Polski;
- Krzyż Oficerski Orderu Odrodzenia Polski;
- Krzyż Kawalerski Orderu Odrodzenia Polski – na wniosek Generalnego Prokuratora Rzeczypospolitej Polskiej "Za zasługi w pracy zawodowej" (22 lipca 1952)[18];
- Złoty Krzyż Zasługi – za organizację Sanitariatu Wojska Polskiego;
- Medal Komisji Edukacji Narodowej (1973);
- Odznaka "Zasłużonym Ziemi Gdańskiej" (1973);
- Order Sztandaru Pracy I i II klasy (1975);
- Medal 30-lecia Akademii Medycznej w Gdańsku (1975);
- Nagroda I stopnia im. J. Śniadeckiego PAN za prace z zakresu filozofii medycyny;
- Nagroda im. Batel-Rouvier francuskiej Académie Nationale de Médécin za osiągnięcia w dziedzinie ftyzjatrii[2];
- Doktor honoris causa Akademii Medycznej w Białymstoku (1965) i w Lublinie (1975);
- Złoty Medal Polskiej Akademii Medycyny „Medicus Magnus” – za zasługi dla rozwoju i humanizacji medycyny.

## Refleksje
W Listach moralnych podkreślał: „Nie śmierci się boimy, ale myśli o śmierci.” „Śmierć robi postępy powoli, umieramy po troszeczku co dzień, i nawet wtedy gdy rośniemy, życie się skraca. Dzień dzisiejszy, który właśnie spędzamy, również dzielimy się ze śmiercią.”
W dziele Rozmyślania o przemijaniu napisał: „Kto mówi, że boi się śmierci, nie precyzuje i chyba nawet nie myśli sam o tym, czego się boi: śmiertelnej choroby, świadomości bliskiej śmierci, samego umierania czy niebytu. Odpowiedź na te pytania daje Seneka tak doskonałą, że doprawdy dziś, po dwu tysiącach lat, nie warto poszukiwać lepszej.”
Prof. T. Kielanowski zmarł 6 maja 1992 w Gdyni. Został pochowany na Cmentarzu Srebrzysko w Gdańsku (rejon I, polana I, rząd 6).
Rada Miasta Białegostoku nadała nazwę głównej alei w Ogrodzie Pałacu Branickich „Bulwar Tadeusza Kielanowskiego”.

## Życie prywatne
Pochodził z rodziny o tradycjach lekarskich: ojciec Bolesław był lekarzem, matka Maria była córką lekarza Leopolda Lityńskiego. 
Jego siostra Józefa Maria (ur. 11 czerwca 1904 we Lwowie), zamężna za Oktawa Pietruskiego (1904–1981), po II wojnie światowej lektorka języka niemieckiego i francuskiego na UMCS w Lublinie. Jego młodszymi braćmi byli: Leopold (1907–1988) – reżyser teatralny, długoletni redaktor w Rozgłośni Polskiej Radia Wolna Europa oraz Jan (1910–1989) – zootechnik, genetyk, profesor i dyrektor Instytutu Fizjologii i Żywienia Zwierząt PAN w Jabłonnie, członek PAN.
Od 1950 żonaty z Zofią Zielińską, pochodzącą z ziemiańskiej rodziny spod Grodna (zm. 27 czerwca 2017 Zakopane). Syn: Maciej (Matthew, ur. 1952), absolwent prawa Uniwersytu Warszawskiego, od 2015 w Londynie, znawca prawa brytyjskiego, właściciel kancelarii prawnej Kielanowski LLM & CO, m.in. były doradca Margaret Thatcher, pełnomocnik Ireny Anders, wdowy po gen. Władysławie Andersie.
Był wielbicielem muzyki, sportu i gór.